# 세인트헬레나집게벌레
세인트헬레나집게벌레(Labidura herculeana)는 대서양 남쪽 세인트헬레나섬에 서식했던 집게벌레의 일종이다. ‘세인트헬레나헤라클레스집게벌레’ 또는 ‘세인트헬레나큰집게벌레’로도 불리며, 현재는 멸종했다.

## 생김새와 분포
몸길이는 집게를 포함하여 최대 88mm로 세계 최대의 집게벌레였다. 몸은 전체적으로 검은색이며 짧은 경질의 앞날개가 있지만 뒷날개는 없다. 이 세인트헬레나 헤라클레스 집게벌레는 전 세계에서 세인트헬레나섬 한 곳에만 서식했던 고유종이었다.

## 발견과 멸종
세인트헬레나 헤라클레스 집게벌레는 1798년 곤충학자 요한 파브리시우스(Johan Christian Fabricius)에 의해 명명되었으며 같은 속의 큰집게벌레와 근연속으로 학계에 잠깐 주목을 받았다. 하지만 곧 잊혀졌다가 1962년 두 조류학자에 의해 다시 발견된다. 하지만 외래종 설치류의 유입으로 인해 살아있는 개체수가 감소하여 1967년 이후로는 살아있는 개체가 발견되지 않았으며, 2014년 8월 22일 IUCN 적색 목록 버전 3.1에서 '멸종(Exinct)'으로 등록되었다.

## 같이 보기
- 큰집게벌레